# Dysdera guayota
Dysdera guayota là một loài nhện trong họ Dysderidae.
Loài này thuộc chi Dysdera. Dysdera guayota được miêu tả năm 1999 bởi Arnedo & Carles Ribera.